# Arquidiocese de Nova Iorque
A Arquidiocese de Nova Iorque (em latim: Archidiœcesis Neo-Eboracensis e em inglês: Roman Catholic Archdiocese of New York) é uma Circunscrição eclesiástica da Igreja Católica nos Estados Unidos. Abrange os condados de Nova Iorque, Bronx e Richmond (que coincide com os limites dos distritos, borough, do Bronx, Manhattan e Staten Island na cidade de Nova Iorque), e os condados de Dutchess, Orange, Putnam, Rockland, Sullivan, Ulster e Westchester no estado de Nova Iorque. Sua sé episcopal é a Catedral de São Patrício.

## História
O território que hoje compõe a Arquidiocese de Nova Iorque fez parte da Prefeitura Apostólica de Estados Unidos da América, que foi criada em 26 de novembro de 1784. Em 6 de novembro de 1789 a Prefeitura foi elevada a diocese e o atual território da Arquidiocese de Nova Iorque caiu sob a jurisdição da recém-criada Diocese de Baltimore, governada pelo bispo John Carroll .
Na época, havia poucos sacerdotes para um território tão grande. O primeiro templo católico de Nova Iorque foi a Igreja de São Pedro, sede da paróquia mais antiga do Estado de Nova Iorque. O terreno foi comprado da Igreja da Trindade com a ajuda financeira do cônsul espanhol. Entre os seus frequentadores regulares estavam Santa Elizabeth Seton, pioneira da educação católica nos Estados Unidos e o venerável Pierre Toussaint .
Em 8 de abril de 1808, a Santa Sé elevou Baltimore ao status de arquidiocese metropolitana. Ao mesmo tempo foram criadas as dioceses de Filadélfia, Boston, Bardstown (hoje Arquidiocese de Louisville) e Nova Iorque. No momento da sua criação, a Diocese de Nova Iorque abrangia todo o estado de Nova Iorque, assim como o de Nova Jersey.
O primeiro bispo nomeado pelo papa Pio VII para governar a diocese partiu da Itália mas não chegou aos Estados Unidos devido aobloqueio de Napoleão. O bispo irlandês Luke Concanen morreu em 1810 e nunca esteve na diocese para qual foi nomeado. Um padre jesuíta, Anthony Kohlmann, foi nomeado administrador apostólico. Ele foi pioneiro na organização da diocese e no início da construção da Catedral de São Patrício. Entre as dificuldades enfrentadas pelos católicos na época, a principal era o anticatolicismo presente entre os protestantes e no sistema escolar de Nova Iorque. 
Em23 de abril de 1847 a Diocese de Nova Iorque sofreu uma diminuição em seu território com a criação das dioceses de Albany e Buffalo. A diocese foi elevada ao status de arquidiocese em 19 de julho de 1850. Em 29 de julho de 1853 o território da arquidiocese foi alterado mais uma vez, para formar as Diocese de Newark, Nova Jersey, e  Brooklyn. A última alteração territorial foi feita para formar a Prefeitura Apostólica de Bahamas (hoje Arquidiocese de Nassau) em 21 de março de 1929.
O Papa Paulo VI, o primeiro pontífice a visitar os Estados Unidos, visitou Catedral de São Patrício e a Igreja da Sagrada Família, em Manhattan, falou perante a Assembleia Geral das Nações Unidas, se reuniu com o então presidente Lyndon B. Johnson no Waldorf Astoria Hotel, celebrou a missa no Yankee Stadium e visitou o Pavilhão do Vaticano na Feira Tudo do Mundo em apenas 14 horas, durante sua passagem por Nova Iorque em 4 de outubro de 1965. O Papa João Paulo II também visitou Nova Iorque em outubro de 1979 e novamente em outubro de 1995. O Papa Bento XVI visitou Nova Iorque em abril de 2008.

## Demografia
Em 1929, a população católica da arquidiocese era 1.273.291 pessoas. Havia 1.314 sacerdotes na arquidiocese e 444 igrejas. Também havia 170.348 crianças nas instituições educativas e assistenciais católicas. 
Em 1959, havia 7.913 monjas e irmãs ministrando na Arquidiocese, representando 103 diferentes ordens religiosas.
Em de 2010, a população católica da arquidiocese era de aproximadamente 2,5 milhões. Estes católicos eram servidos por 932 padres seculares e 913 sacerdotes de ordens religiosas. Também trabalhavam na diocese 359 diáconos permanentes, 1.493 religiosos e 3153 religiosas de 120 ordens e congregações religiosas. 

## Bispos e Arcebispos

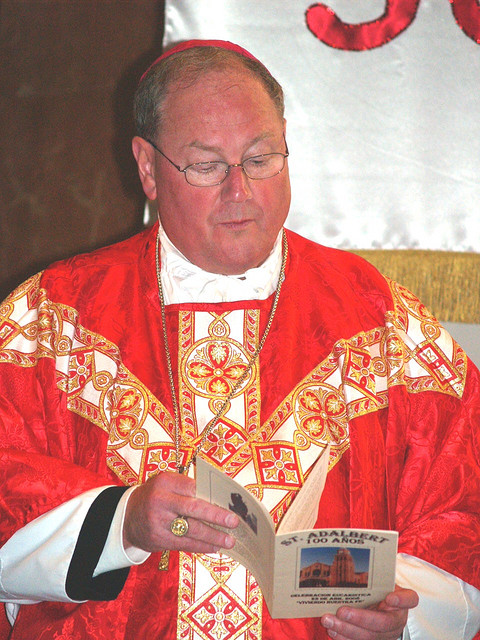
O Cardeal Arcebispo de Nova Iorque, Timothy Michael Dolan.

| #                        | Nome                            | Período     | Notas                                          |
| Arcebispos               | Arcebispos                      | Arcebispos  | Arcebispos                                     |
| ------------------------ | ------------------------------- | ----------- | ---------------------------------------------- |
| 10º                      | Timothy Michael Cardeal Dolan   | 2009-atual  |                                                |
| 9º                       | Edward Michael Cardeal Egan     | 2000 - 2009 |                                                |
| 8º                       | John Joseph Cardeal O'Connor    | 1984 - 2000 |                                                |
| 7º                       | Terence James Cardeal Cooke     | 1969 - 1983 |                                                |
| 6º                       | Francis Joseph Cardeal Spellman | 1939 - 1967 |                                                |
| 5º                       | Patrick Joseph Cardeal Hayes    | 1919 - 1928 |                                                |
| 4º                       | John Murphy Cardeal Farley      | 1902 - 1918 |                                                |
| 3º                       | Michael Augustine Corrigan      | 1885 - 1902 |                                                |
| 2º                       | John Cardeal McCloskey          | 1864 - 1885 |                                                |
| 1º                       | John Joseph Hughes              | 1850 - 1864 |                                                |
| Arcebispos-coadjutores   |                                 |             |                                                |
|                          | John Joseph Maguire             | 1965-1980   |                                                |
|                          | James Francis Aloysius McIntyre | 1946-1948   | Nomeado Arcebispo de Los Angeles               |
|                          | Michael Augustine Corrigan      | 1880-1885   |                                                |
| Bispo-auxiliar           |                                 |             |                                                |
|                          | John Samuel Bonnici             | 2022-atual  |                                                |
|                          | Joseph Armando Espaillat        | 2022-atual  |                                                |
|                          | Edmund James Whalen             | 2019-atual  |                                                |
|                          | Gerardo Joseph Colacicco        | 2019-atual  |                                                |
|                          | Peter John Byrne                | 2014-atual  |                                                |
|                          | John Joseph Jenik               | 2014-2019   |                                                |
|                          | John Joseph O'Hara              | 2014-2021   |                                                |
|                          | Dennis Joseph Sullivan          | 2004-2013   | Nomeado Bispo de Camden                        |
|                          | Gerald Thomas Walsh             | 2004-2017   |                                                |
|                          | Timothy Anthony McDonnell       | 2001-2004   | Nomeado Bispo de Springfield em Massachusetts  |
|                          | Josu Iriondo Zabaleta           | 2001-2014   |                                                |
|                          | Dominick John Lagonegro         | 2001-2018   |                                                |
|                          | James Francis McCarthy          | 1999-2002   |                                                |
|                          | Robert Anthony Brucato          | 1997-2006   |                                                |
|                          | Edwin Frederick O'Brien         | 1996-1997   | Nomeado Arcebispo-coadjutor de Militar         |
|                          | Henry Joseph Mansell            | 1992-1995   | Nomeado Bispo de Buffalo                       |
|                          | Patrick Joseph Thomas Sheridan  | 1990-2001   |                                                |
|                          | William Jerome McCormack        | 1986-2001   |                                                |
|                          | Edward Michael Egan             | 1985-1988   | Nomeado Bispo de Bridgeport                    |
|                          | Emerson John Moore              | 1982-1995   |                                                |
|                          | Joseph Thomas O'Keefe           | 1982-1987   | Nomeado Bispo de Syracuse                      |
|                          | Francisco Garmendia Ayestarán   | 1977-2001   |                                                |
|                          | Theodore Edgar McCarrick        | 1977-1981   | Nomeado Bispo de Metuchen                      |
|                          | Austin Bernard Vaughan          | 1977-2000   |                                                |
|                          | Anthony Francis Mestice         | 1973-2001   |                                                |
|                          | James Patrick Mahoney           | 1972-1997   |                                                |
|                          | Patrick Vincent Ahern           | 1970-1994   |                                                |
|                          | Edward Dennis Head              | 1970-1973   | Nomeado Bispo de Buffalo                       |
|                          | Edwin Bernard Broderick         | 1967-1969   | Nomeado Bispo de Albany                        |
|                          | Terence James Cooke             | 1965-1968   | Elevado a Arcebispo                            |
|                          | George Henry Guilfoyle          | 1964-1968   | Nomeado Bispo de Camden                        |
|                          | James Edward McManus, C.SS.R.   | 1963-1970   |                                                |
|                          | Edward Ernest Swanstrom         | 1960-1978   |                                                |
|                          | John Joseph Maguire             | 1959-1965   | Elevado a Arcebispo-coadjutor                  |
|                          | John Michael Fearns             | 1957-1972   |                                                |
|                          | James Henry Ambrose Griffiths   | 1955-1964   |                                                |
|                          | Joseph Maria Pernicone          | 1954-1978   |                                                |
|                          | Edward Vincent Dargin           | 1953-1973   |                                                |
|                          | Walter Philip Kellenberg        | 1953-1954   | Nomeado Bispo de Ogdensburg                    |
|                          | Fulton John Sheen               | 1951-1966   | Nomeado Bispo de Rochester                     |
|                          | Joseph Francis Flannelly        | 1948-1969   |                                                |
|                          | Thomas John McDonnell           | 1947-1951   | Nomeado Bispo-coadjutor de Wheeling-Charleston |
|                          | Joseph Patrick Donahue          | 1945-1959   |                                                |
|                          | James Francis Aloysius McIntyre | 1940-1946   | Elevado a Arcebispo-coadjutor                  |
|                          | Stephen Joseph Donahue          | 1934-1972   |                                                |
|                          | John Joseph Dunn                | 1921-1933   |                                                |
|                          | Patrick Joseph Hayes            | 1914-1919   | Elevado a Arcebispo                            |
|                          | Thomas Francis Cusack           | 1904-1915   | Nomeado Bispo de Albany                        |
|                          | John Murphy Farley              | 1895-1902   | Elevado a Arcebispo                            |
| Bispos                   |                                 |             |                                                |
| 4º                       | John Joseph Hughes              | 1842-1850   |                                                |
| 3º                       | John Dubois, S.S.               | 1826-1842   |                                                |
| 2º                       | John Connolly, O.P.             | 1814-1825   |                                                |
| 1º                       | Lucas Concanen, O.P.            | 1808-1810   |                                                |
| Bispos-coadjutores       |                                 |             |                                                |
|                          | John McCloskey                  | 1843-1847   | Nomeado Bispo de Albany                        |
|                          | John Joseph Hughes              | 1837-1842   |                                                |
| Administrador Apostólico |                                 |             |                                                |
|                          |                                 |             |                                                |

## Causas de santidade

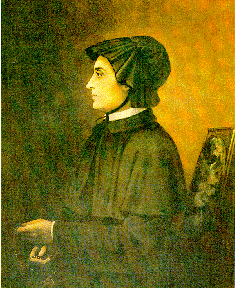
Santa Elizabeth Anna Seton, primeira cidadã nativa dos Estados Unidos canonizada pela Igreja Católica.

- Santa Elizabeth Anna Seton - Também conhecida como Madre Seton, fundou as Irmãs da Caridade. Primeira pessoa nascida nos Estados Unidos a ser canonizada. Seu santuário está localizado no distrito financeiro de Manhattan. Tia do bispo James Roosevelt Bayley (primeiro bispo de Newark, New Jersey e oitavo arcebispo de Baltimore).
- Santa Francisca Xavier Cabrini - Também conhecida como Madre Cabrini, fundou as Irmãs Missionárias do Sagrado Coração de Jesus. Primeiro cidadã (naturalizada) americana canonizada pela Igreja Católca em 7 de Julho de 1946. Seu santuário está localizado em Washington Heights.
- Santo Isaac Jogues - missionário jesuíta na colônia de Nova Iorque.
- São João Nepomuceno Neumann - ordenado padre em Nova Iorque, ingressou nos Missionários Redentoristas; se tornou o quarto bispo de Filadélfia (1852-1860) e o primeiro bispo dos Estados Unidos a ser canonizado. Como bispo da Filadélfia, ele fundou o primeiro sistema escolar diocesano católica nos EUA
- Santa Kateri Tekakwitha - primeira mulher indígena canonizada pela Igreja Católica.
- Futuro-Beato Fulton John Sheen - arcebispo. A Congregação para a Causa dos Santos reconheceu em 6 de julho de 2019 um milagre atribuído à Sheen, no entanto a cerimônia de beatificação está suspensa por tempo indefinido.[5]
- Venerável Pierre Toussaint - leigo ex-escravizado.
- Servo de Deus Isaac Thomas Hecker - sacerdote e fundador dos Padres Paulistas.
- Servo de Deus Vincent Robert Capodanno - sacerdote, missionário e capelão da marinha na Guerra do Vietnã, premiado com a Medalha de Honra.
- Serva de Deus Dorothy Day - leiga e ativista; fundadora do Movimento Operário Católico.
- Servo de Deus Terence James Cooke - arcebispo e cardeal.
- Serva de Deus Rose Hawthorne Lathrop - religiosa e fundadora das Irmãs Dominicanas de Hawthorne.